# Gelgaudiškis

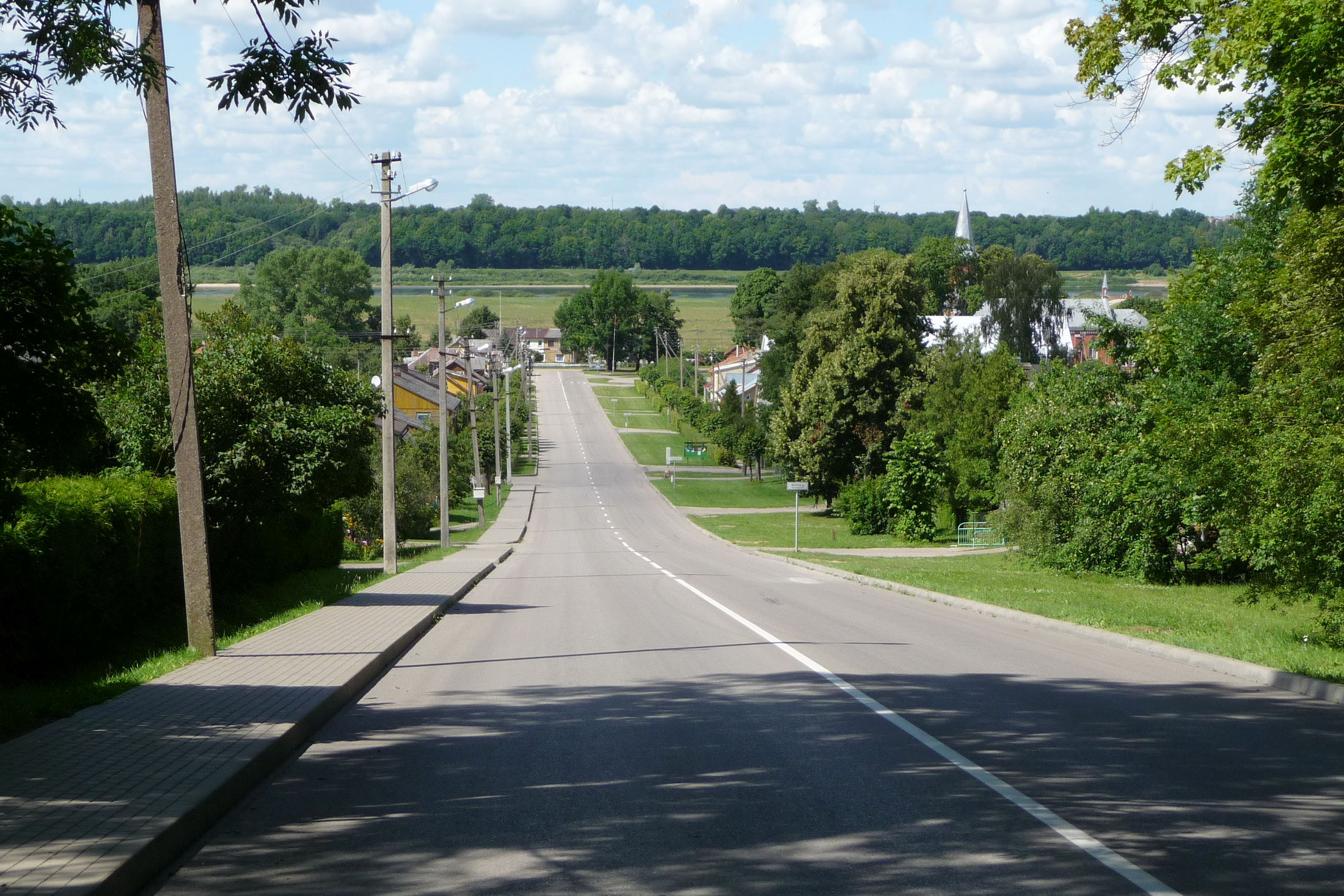
Stadtstraße

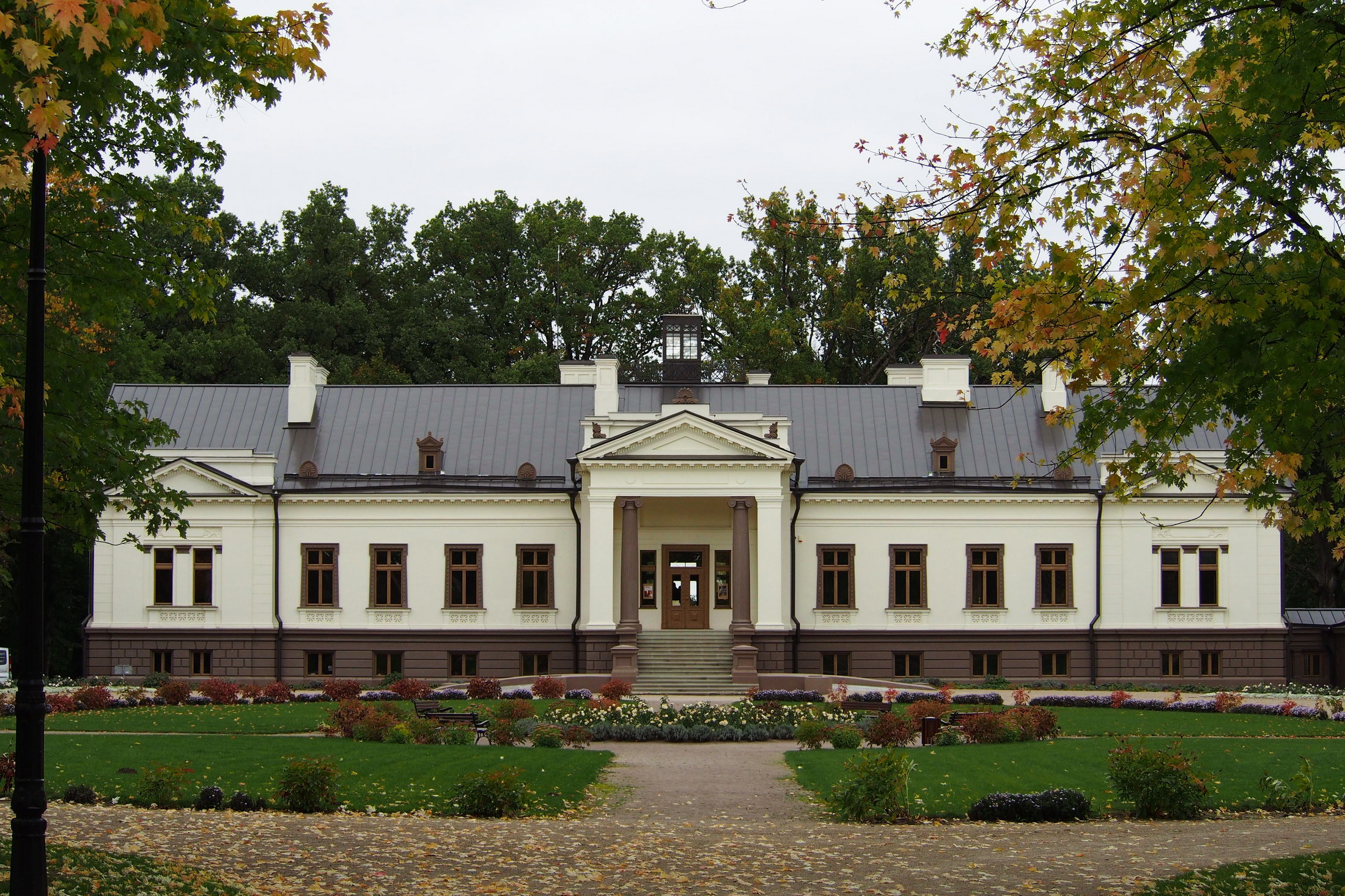
Gutshof Gelgaudiškis

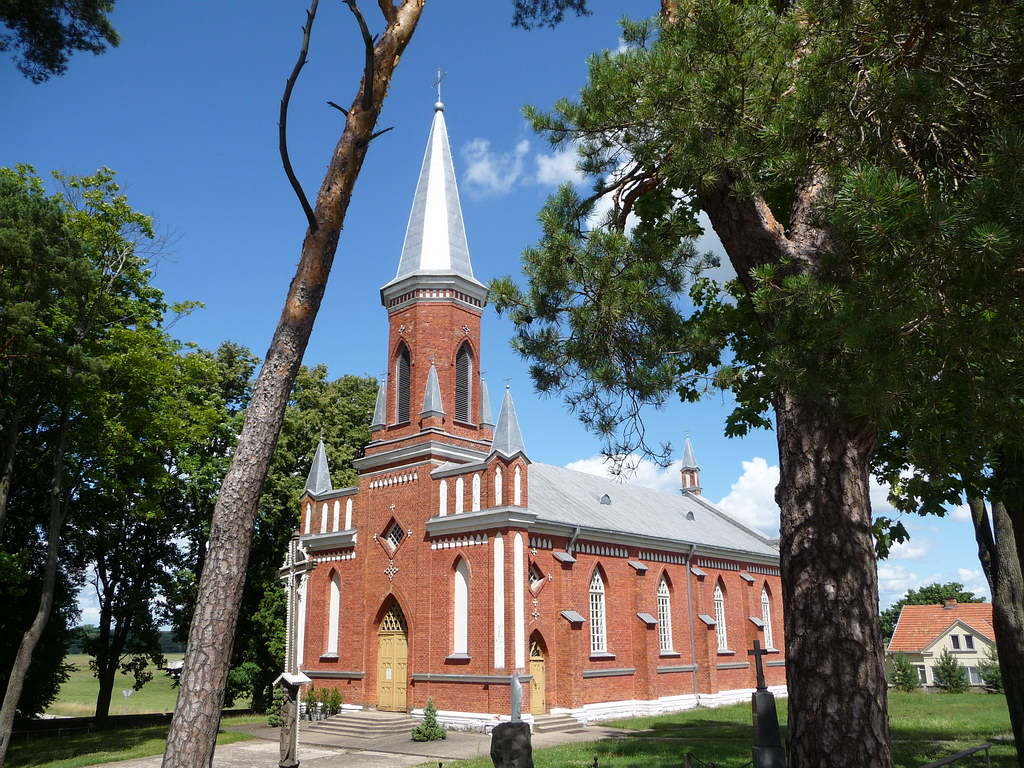
Kirche

Gelgaudiškis ist eine Stadt mit 1552 Einwohnern in der Rajongemeinde Šakiai, in der Region Suvalkija, im südwestlichen Litauen. Sie liegt am linken Flussufer der Memel, im  Panemunių-Regionalpark, 15 km nach Norden vom Gemeindezentrum Šakiai.

## Geschichte
Ab dem 15. Jahrhundert war ein Vorwerk, ein landwirtschaftlicher Gutshof von Adligen Gelgaudai, als Gedigaudiškis und dann als Gutshof Gelgaudiškis bekannt. Um 1578  wurde eine katholische Kirche gebaut. 1833  wurde eine Pfarrgemeindeschule errichtet. Ab 1952 gab es eine Mittelschule mit Abitur. Seit 2013 gibt es die Hauptschule. 1945 wurde ein Kinderheim und 1966 ein Internat als eine Sonderschule errichtet. 1976 wurde eine Abteilung von Stahlbeton-Konstruktionen-Bauwerk Vilnius (Vilniaus gelžbetoninių konstrukcijų gamykla, jetzt das Unternehmen Gelgaudiškio gelžbetonis UAB) gegründet (65 Mitarbeiter, 2020). 2015 wurde das Carillon Gelgaudiškis in der Stadt errichtet.
Mit dem Ort sind die Adligen Giełgudowie/Gelgaudai verbunden. Einer der Nachfahren ist John Gielgud.